# Prémio de Consagração de Carreira da Sociedade Portuguesa de Autores
O Prémio Consagração de Carreira da Sociedade Portuguesa de Autores é um prémio literário instituído pela Sociedade Portuguesa de Autores, em reconhecimento de uma carreira excepcional.

## Vencedores
- 1995 – José Saramago
- 1996 – David Mourão Ferreira
- 1998 – Jaime Gralheiro; Jaime Salazar Sampaio
- 2000 – Urbano Tavares Rodrigues
- 2004 – Matilde Rosa Araújo
- 2007 – António de Macedo
- 2008 – Isabel da Nóbrega
- 2009 – José Cid[2]
- 2011 – Luís Filipe Costa[3]
- 2013 - António-Pedro Vasconcelos[4]
- 2014 – Maria Teresa Horta
- 2015 - José Luís Tinoco[5]
- 2016 - Manuel Alegre[6]
- 2017 - António Victorino de Almeida[7]